# Saint-Jean-Chambre
Saint-Jean-Chambre is een gemeente in het Franse departement Ardèche (regio Auvergne-Rhône-Alpes) en telt 246 inwoners (1999). De plaats maakt deel uit van het arrondissement Tournon-sur-Rhône.

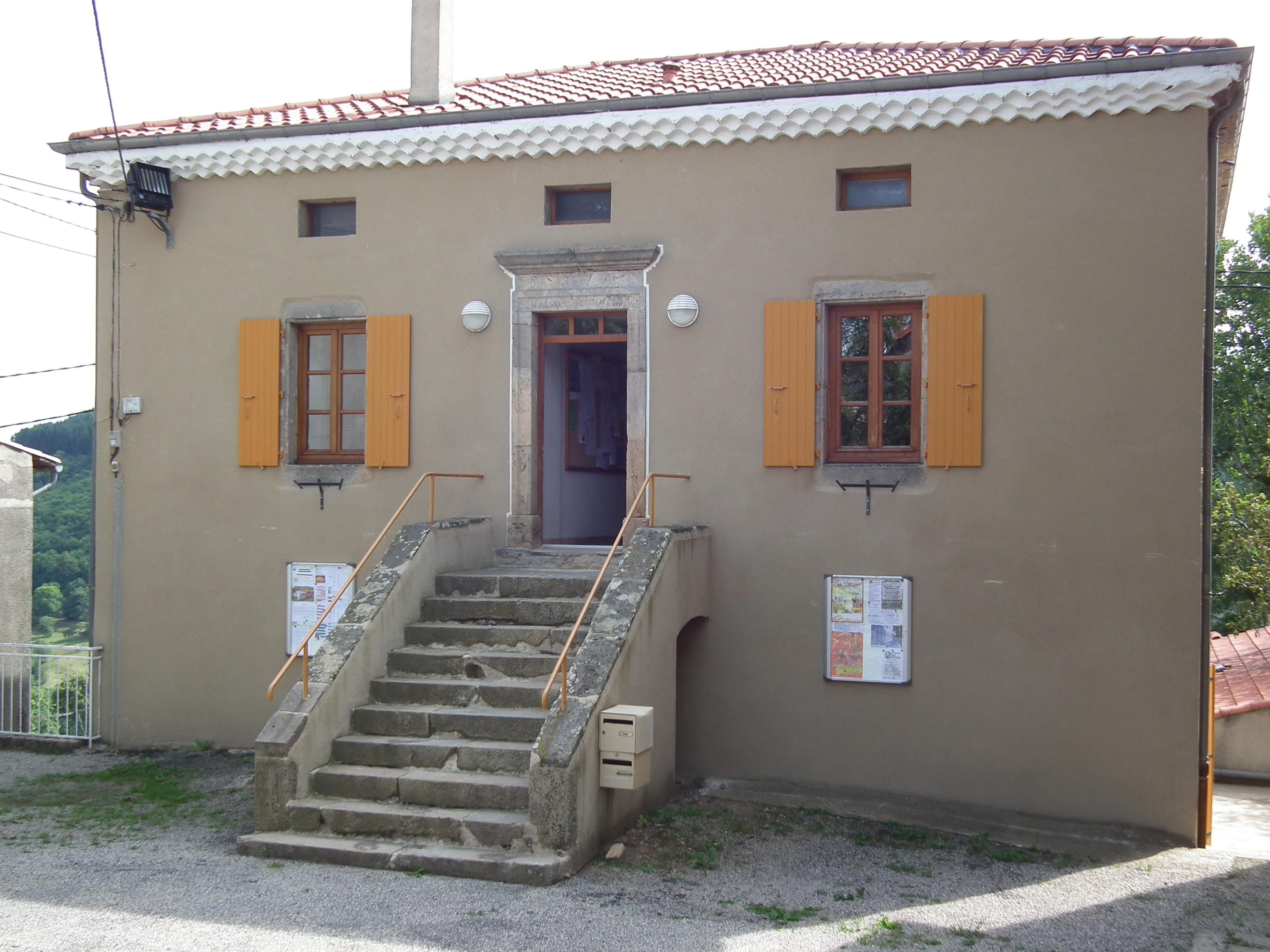
Gemeentehuis
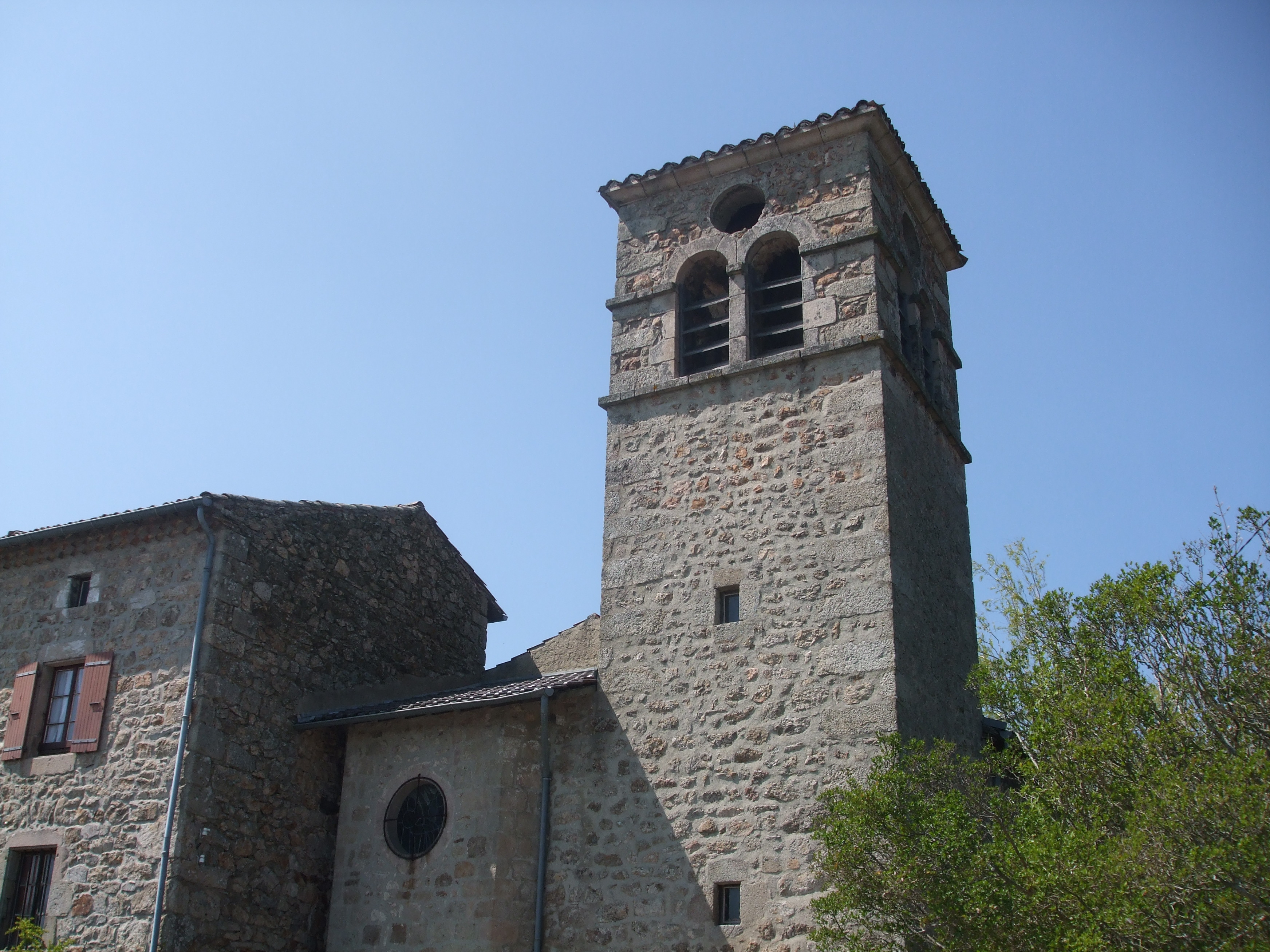
Kerk van Saint-Jean-Chambre

## Geografie
De oppervlakte van Saint-Jean-Chambre bedraagt 15,7 km², de bevolkingsdichtheid is 15,7 inwoners per km².
De onderstaande kaart toont de ligging van Saint-Jean-Chambre met de belangrijkste infrastructuur en aangrenzende gemeenten.

## Demografie
Onderstaande figuur toont het verloop van het inwonertal (bron: INSEE-tellingen).

Vanwege een beveiligingsprobleem met de MediaWiki Graph-software is het momenteel niet mogelijk deze grafiek weer te geven. Zodra de software is bijgewerkt zal de grafiek vanzelf weer zichtbaar worden.